# Battaglia di Crug Mawr
La  battaglia di Crug Mawr fu combattuta nel settembre o ottobre del 1136 nel corso della lotta per il controllo del Ceredigion, che era stato occupato dai normanni.
Una rivolta contro la dominazione normanna scoppiò nel Galles meridionale, dove il 1º gennaio del 1136 i gallesi sconfissero le forze normanni locali tra Loughor e Swansea, uccidendo circa 500 nemici. Riccardo Fitz Gilbert de Clare, il lord normanno di Ceredigion, in quel momento si trovava lontano dalla sua signoria. Tornato nel suo territorio, ignorò gli avvertimenti sul pericolo che correva e, varcati i confini con una piccola forza militare, cadde in un'imboscata e fu ucciso dagli uomini di Iorwerth ab Owain, nipote di Caradog ap Gruffydd (l'ultimo principe del Gwent).
La notizia della morte di Riccardo, provocò un'invasione da parte delle truppe del Gwynedd, comandate da Owain Gwynedd e Cadwaladr ap Gruffydd, figli di re Gruffydd ap Cynan. Prima di rientrare nel loro territorio per spartire il bottino, espugnarono alcuni castelli nel nord del Ceredigion. Attorno al periodo della festa dei santi Michele, Gabriele e Raffaele (il 29 settembre), invasero di nuovo il Ceredigion e strinsero un'alleanza con Gruffydd ap Rhys del Deheubarth. Le forze congiunte di questi due regni si diressero a Cardigan: l'esercito avrebbe compreso anche centinaia di cavalieri pesanti (mutuati dalla tattica bellica normanna).

## La battaglia
A Crug Mawr, due miglia da Cardigan, si verifico lo scontro tra i gallesi e i normanni (guidati da Roberto fitzMartin, lord di Cemais, Stefano, che era a capo del castello di Cardigan, Guglielmo e Maurizio fitzGerald, zii di Geraldo di Windsor).
Dopo duri scontri, le forze normanne furono messe in fuga e spinte verso il fiume Teifi. Molti dei fuggitivi tentarono di attraversare il ponte, che però si ruppe sotto il loro peso. Molti annegarono, mentre altri si rifugiarono a Cardigan, che fu però presa e bruciata dai gallesi.

## Conseguenze
Ceredigion, che prima della conquista normanna aveva fatto parte del Deheubarth, fu ora annesso dal Gwynedd, il più potente membro della coalizione gallese. Sarebbe stato riconuistato alcuni anni dopo da Rhys ap Gruffydd del Deheubarth.
La battaglia segnò una battuta d'arresto dell'espansione normanna nel Galles. Owain Gwynedd divenne sovrano del Gwynedd alla morte del padre l'anno successivo e poi espanse ulteriormente i confini del regno. Nel Deheubarth, Gruffydd ap Rhys morì nel 1137 in circostanze poco chiare e ciò permise ai normanni di riconquistare posizioni nel Galles meridionale.